# Hierro—citocromo-c reductasa
La hierro—citocromo-c reductasa (ex EC 1.9.99.1, desde 2014 EC 1.9.98.1) es una enzima que cataliza la siguiente reacción química:
Por lo tanto los dos sustratos de esta enzima son un ferrocitocromo c y hierro en estado de oxidación +3; mientras que sus dos productos son un ferricitocromo c y hierro en estado de oxidación +2.

## Clasificación
Esta enzima pertenece a la familia de las oxidorreductasas, más específicamente a aquellas oxidorreductasas que actúan sobre donadores de electrones con un grupo heme, con otros aceptores.

## Nomenclatura
El nombre sistemático de esta clase de enzimas es ferrocitocromo-c:Fe3+ oxidorreductasa. Otro nombre de uso común es hierro-citocromo c reductasa.

## Estructura y función
Esta enzima forma parte de la cadena de transporte electrónico de Ferrobacillus ferrooxidans, utiliza un hierro como cofactor.